# Розовка (Акимовский район)
Розовка (укр. Розівка) — село,
Розовский сельский совет,
Акимовский район,
Запорожская область,
Украина.
Код КОАТУУ — 2320385701. Население по переписи 2001 года составляло 630 человек.
Является административным центром Розовского сельского совета, в который, кроме того, входят сёла
Дружба,
Зирка и
Червоное.

## Географическое положение
Село Розовка примыкает к селу Сокологорное (Генический район).
Через село проходит железная дорога, станция Сокологорное.
Рядом проходит автомобильная дорога М-18 (E 105).

## История
- 1923 год — дата основания как село Венера.
- В 1958 году переименовано в село Розовка.

## Экономика
- Сокологорный молокозавод, ООО.
- Сокологорный экстракционный завод, ООО.

## Объекты социальной сферы
- Сокологорненская средняя школа.
- Детский сад.
- Дом культуры.
- Фельдшерско-акушерский пункт.

## Достопримечательности
- Братская могила советских воинов.